# ريتشارد ديفيز (ممثل)
ريتشارد ديفيز (بالإنجليزية: Richard Davies)‏ هو ممثل أسترالي، ولد في 1901 في أستراليا.

## الأعمال

### مسلسلات
- خل التفاح (2025)

## وصلات خارجية
- ريتشارد ديفيز على موقع IMDb (الإنجليزية)
- ريتشارد ديفيز على موقع قاعدة بيانات الفيلم (الإنجليزية)